# Martín Calvo Calvo
Martín Calvo Calvo fue un militar español que luchó en la Guerra civil española a favor de la República. A lo largo de la contienda llegó a mandar diversas unidades, como las divisiones 21.ª o 54.ª, y el VII Cuerpo de Ejército.

## Biografía
En julio de 1936 era capitán destinado en el batallón de ametralladoras n.º 3 de Castellón. 
Aunque no hay datos, posiblemente estuvo en el frente de Andalucía en los primeros meses de la guerra. El 30 de junio de 1937 sustituyó al teniente coronel Gómez de Salazar, que había sido herido, en la 21.ª División. Esta división cubre el frente de Jaén-Granada y que tenía su puesto de mando en Jaén; por estas fechas es ya comandante. 

### En los frentes de Aragón y Levante
El 7 de febrero de 1938 dejó el mando de la 21.ª División al teniente coronel Cuerda Jiménez y se le otorga el mando de la llamada división «Andalucía», unidad formada por tropas de reserva del Ejército de Andalucía que tras un corto periodo de instrucción marcha al frente de Aragón, posicionándose en torno a Albocácer a mediados de marzo. Pronto entrará con su unidad en combate, participando en la campaña de Aragón (marzo-abril de 1938) y en la Campaña del Maestrazgo (abril-junio de 1938) en torno a Morella. Será ascendido por estas fechas a teniente coronel. A finales de abril de 1938 deja la División Andaluza a José Costell y se hace cargo de la recién formada 54.ª División, también unidad de reserva del Ejército de Andalucía, con la que luchó hasta el 11 de agosto de 1938, en que es sustituido por Francisco Fervenza, en el frente del Maestrazgo. 
Al mando de esta división, perteneciente al Cuerpo de ejército «B», participó activamente en la batalla de Levante, más concretamente en la defensa de Viver, dónde entre los días 19 y 24 de julio de 1938, se produjeron feroces combates que consiguieron detener el avance de las tropas italianas del CTV del general Mario Berti, en la denominada línea XYZ. Esto supuso el final de la ofensiva sobre Valencia, ya que inmediatamente se inició la Batalla del Ebro, que supuso un cambio en el teatro de operaciones.

### Frente de Extremadura
El 15 de agosto de 1938 sustituye a Francisco Gómez Palacios en el mando del VII Cuerpo de Ejército (perteneciente al Ejército de Extremadura), en donde permanecerá hasta el fin de la guerra en marzo de 1939.

## Familia
Era hermano de Juan Calvo Calvo, otro militar republicano.